# Coagulase
Coagulase is een enzym dat de omzetting van fibrinogeen naar fibrine katalyseert. Het enzym wordt geproduceerd door verscheidene micro-organismen.

## Coagulase-test
Het enzym wordt gebruikt bij testen voor de identificatie op Staphylococcus aureus. Staphylococcus aureus reageert positief op deze test terwijl andere stafylokokken en streptokokken negatief scoren.